# Comité olympique russe

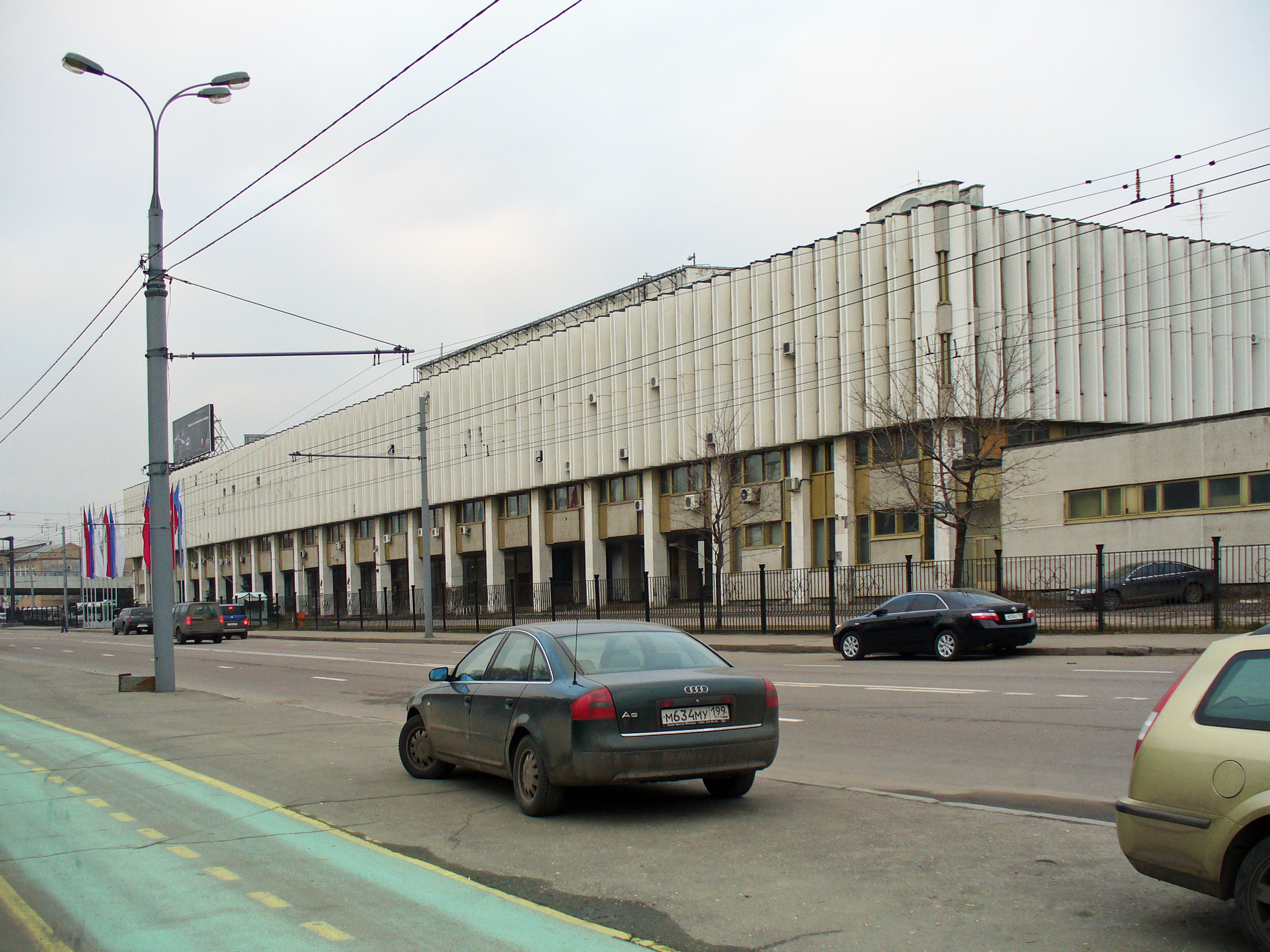
Siège du Comité olympique russe.

Le Comité olympique russe (en russe : Олимпийский комитет России) est le comité national olympique de la Russie. Il représente le pays au Comité international olympique (CIO) et fédère les fédérations sportives russes. Il fait partie des Comités olympiques européens.
Le comité est fondé en 1989 et reconnu par le Comité international olympique en 1993. Entre le 5 décembre 2017 et le 28 février 2018, il est suspendu par le CIO en raison des révélations sur le dopage d'État en Russie.
Le 12 octobre 2023, le comité est suspendu par le CIO en raison d'une décision unilatérale d’inclure, parmi ses membres, les organisations sportives régionales qui relèvent de l'autorité du Comité national olympique ukrainien,. Comme il s'en était laissé la possibilité, le CIO a autorisé « la participation d'athlètes individuels neutres détenteurs d’un passeport russe aux Jeux olympiques Paris 2024 ».
En 2025, la nouvelle Présidente du Comité international olympique (CIO), Kirsty Coventry, a manifesté son intérêt pour réévaluer la participation de la Russie aux Jeux olympiques. Cette initiative s'aligne sur la mission globale du CIO, qui vise à promouvoir l'inclusivité des Jeux pour toutes les nations, tout en intensifiant sa coopération avec les pays du BRICS.